# Faruk Aytek
Faruk Aytek (* 1964 in Lice, Provinz Diyarbakır) ist ein türkischer Politiker der Adalet ve Kalkınma Partisi (AKP), der seit 2023 Mitglied der Großen Nationalversammlung (TBMM) ist.

## Leben
Faruk Aytek, Sohn von Aziz Aytek und dessen Ehefrau Ayşe Aytek, absolvierte ein Studium an der Fakultät für Wirtschaftswissenschaften und gründete 1989 als Vorstandsvorsitzender ein großes Exportunternehmen, das im Bereich Textil und Konfektionskleidung tätig ist. Er war Vorstandsmitglied der Industrie- und Handelskammer von Adana und stellvertretender Vorsitzender von deren Versammlung, Delegierter des Obersten Rates der Versammlung der türkischen Exporteure, Vizepräsident der Mittelmeer-Exporteursvereinigung. Des Weiteren engagierte er sich als Präsident des Sportvereins von Seyhan. Nachdem er zwischen 1996 und 1998 Mitglied der Wohlfahrtspartei RP (Refah Partisi) war, trat er 2001 der neu gegründeten Partei für Gerechtigkeit und Aufschwung AKP (Adalet ve Kalkınma Partisi) bei und wurde Direktor für Finanz- und Verwaltungsangelegenheiten der Provinz Adana. Er war zwischen 2003 und 2006, von 2012 bis 2014 sowie zwischen 2015 und 2018 Vizepräsident der AKP für Kommunalverwaltungen in der Provinz Adana und übernahm 2015 das Amt als Direktor für politische und rechtliche Angelegenheiten der Provinz Adana.
Bei der Parlamentswahl am 14. Mai 2023 wurde Aytek für die AKP für die Provinz Adana erstmals zum Mitglied der Großen Nationalversammlung TBMM (Türkiye Büyük Millet Meclisi) gewählt und gehört dieser seither an. In der aktuellen 28. Legislaturperiode ist er seit dem 3. Juni 2023 Mitglied der Kommission für Industrie, Handel, Energie, natürliche Ressourcen, Information und Technologie (Sanayi, Ticaret, Enerji, Tabii Kaynaklar, Bilgi Ve Teknoloji Komisyonu) sowie zugleich Mitglied der Parlamentarischen Versammlung der Union für den Mittelmeerraum (UfM).
Aytek ist verheiratet und Vater von zwei Kindern.